# Hans Erl

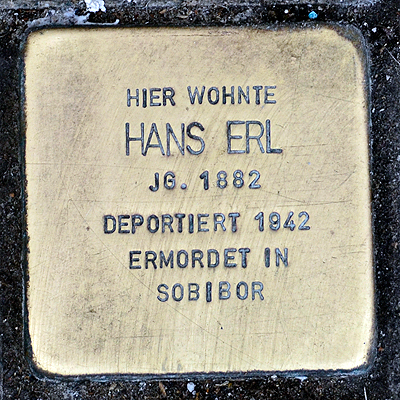
Stolperstein für Hans Erl in der Eschersheimer Landstraße 267

Hans Erl, auch Tobias Erl (geboren am 8. Oktober 1882 in Wien, Österreich-Ungarn; gestorben wohl im Juni 1942 vermutlich im KZ Majdanek, möglicherweise auch im Vernichtungslager Sobibor) war ein deutsch-österreichischer Opern- und Operetten-Sänger (Stimmlage Bass). Erl wurde ein Opfer des Holocausts.

## Leben
Erl erhielt kurz nach der Jahrhundertwende seine künstlerische Ausbildung. 1904 machte er erstmals auf sich aufmerksam, als er in der Premiere von Oscar Straus’ Operette Die lustigen Nibelungen am Wiener Carltheater auftrat. Sein erstes bedeutendes Engagement übernahm Hans Erl in der Spielzeit 1908/09 am Raimundtheater seiner Heimatstadt Wien. Es folgten Verpflichtungen an Bühnen in der deutschen Provinz wie Augsburg (am Stadttheater von 1911 bis 1913), Elberfeld (am Stadttheater von 1913 bis 1914). 1914 wurde er im zaristischen Russland (in Riga, heutige Hauptstadt Lettlands, wo er Ende Juli 1914 Konzerte gab) vom Ausbruch des Ersten Weltkriegs überrascht und als feindlicher Ausländer (Österreicher) nach Sibirien verschleppt. Nach sieben Wochen Internierung ließ man Erl und seine Frau Sofie, geb. Levi, wieder ausreisen. Ende November 1914 kehrte Hans Erl nach Wien heim. Anschließend ging er ans Stadttheater nach Chemnitz.
Kurz vor Kriegsende, am 1. August 1918, wechselte Hans Erl an die Oper Frankfurt, wo er die kommenden anderthalb Jahrzehnte als Erster Bassist Triumphe feiern sollte. Zu seinen bekanntesten Rollen und größten Publikumserfolgen zählten der Baron Ochs in Der Rosenkavalier und der Sarastro in Die Zauberflöte. Man sah Erl aber auch als König in Lohengrin, als Mephisto im „Faust“, als Rocco in Fidelio, als Crespel in Hoffmanns Erzählungen, als Kaiser Karl in „Oberon“, als Padre Guardiano in Verdis La forza del destino, als Commendatore in Mozarts Don Giovanni sowie in mehreren Wagner-Aufführungen: als Landgraf von Thüringen in Tannhäuser, als Veit Pogner in Die Meistersinger von Nürnberg und als Hunding in Die Walküre. Außerdem spielte und sang Erl die Rolle des Königs in der Uraufführung von Franz Schrekers Der Schatzgräber am 21. Januar 1920. Rund einhundert Rollen umfasste allein sein Frankfurter Repertoire. Der Gurnemanz in Wagners Parsifal wurde zu Ostern 1933 Erls letzte Partie.
Nach der nationalsozialistischen Machtergreifung, die sich in Frankfurt am 13. März 1933 vollzog, beurlaubte der neue Oberbürgermeister Friedrich Krebs  am 28. März die künstlerischen Leiter der Städtischen Bühnen und setzte eine neue Leitung ein. In den folgenden Monaten wurden fast alle jüdischen Künstler entlassen. Hans Erl wurde am 31. August 1933 mit Wirkung vom darauf folgenden Tag „wegen andauernder Berufsunfähigkeit“ pensioniert.
Nachdem Frankfurts Generalintendant Meissner die Versorgungskasse von einem Gastspiel Erls als „Fiesco“ 1936 in Zürich informiert hatte, wurde dem nunmehr wirtschaftliche Not leidenden Künstler auch noch die magere Pension vorübergehend gesperrt.
Erl wohnte bis zuletzt in Frankfurt. Kurz nach der so genannten Reichskristallnacht zwang man ihn zu einer besonderen Demütigung: NS-Schergen verschleppten Hans Erl in die Frankfurter Festhalle, wo Tausende jüdischer Bürger vor dem Transport in die Konzentrationslager zusammengepfercht wurden. Immerhin entging Erl einer Deportation, nachdem er sich bereit erklärte, noch einmal die Sarastro-Arie „In diesen heil’gen Hallen kennt man die Rache nicht“ aus der „Zauberflöte“ zu singen. Wie alle jüdischen Pensionäre der Oper wurde seit Februar 1942 auch Erl eine empfindliche Kürzung des Pension von 37 Prozent auferlegt. Am 11. Juni 1942 deportierte man den fast 60-jährigen Juden „nach Osten“, wie es in den Unterlagen heißt. Zielort war vermutlich das Vernichtungslager Majdanek, es ist aber auch das Lager Sobibor möglich. Höchstwahrscheinlich wurde Hans Erl dort kurz nach der Ankunft vergast.
Sein Name wird auf der Gedenktafel der Städtischen Bühnen genannt. Erl zu Ehren stellte man 1955 im Foyer der Oper eine von Alfred Müllergroß gestiftete und von Georg Mahr geschaffene Büste auf.
Stolpersteine für Hans und Sofie Erl wurden 2011 vor ihrem Wohnhaus in der Eschersheimer Landstraße 267 im Frankfurter Stadtteil Dornbusch verlegt.